# Cinemax
Cinemax је америчка претплатничка кабловска и сателитска телевизијска мрежа у власништву Home Box Office, Inc., подружнице WarnerMedia Entertainment. Cinemax првенствено емитује биоскопске дугометражне филмове, заједно са оригиналним серијама и документарцима и специјалне садржаје иза сцене.